# Matthew Kiprotich Birir
Matthew Kiprotich Birir, més conegut com a Matthew Birir, (Eldama Ravine, 2 de juliol, 1972) és un ex atleta kenyià de 3000 m obstacles.
Fou campió olímpic als Jocs Olímpics de Barcelona 1992 on vencé el favorit Patrick Sang. Al Campionat del Món d'atletisme de 1993, Birir fou derrotat per l'italià Alessandro Lambruschini restant a la quarta posició, lloc que repetí als Jocs Olímpics de 1996.